# Ian Bostridge
Ian Bostridge (Londen, 25 december 1964) is een Britse tenor, bekend vanwege zijn optredens in opera zowel als in recitals.

## Loopbaan
Bostridge studeerde geschiedenis en filosofie aan de Universiteit van Oxford en het St John's College van de Universiteit van Cambridge. Hij promoveerde in 1990 op een dissertatie over hekserij in de Britse samenleving tussen 1650 en 1750.
Daarna begon Bostridge een carrière als zanger en debuteerde hij in 1993 in Wigmore Hall. In 1994 debuteerde hij als operazanger op het Edinburgh Festival.
Bostridges eerste solo-album was met werk van Benjamin Britten, al snel gevolgd door Henry Purcell van welke componisten hij nog steeds werk zingt. Als liedzanger droeg hij ook bij aan de prestigieuze reeksen van liederen-CD's van Franz Schubert en Robert Schumann van Hyperion, geïnstigeerd door de pianobegeleider Graham Johnson.
In 1999 creëerde hij een liederencyclus die Hans Werner Henze voor hem componeerde. Hij was samen met Thomas Quasthoff de samensteller van een carte blanche-serie in het Concertgebouw (Amsterdam).
Bostridge was een tijd muzikaal columnist voor het tijdschrift Standpoint en publiceerde in 2011 Singers' notebook. Hij is een broer van biograaf en criticus Mark Bostridge.
Bostridge werd in 2004 onderscheiden met een benoeming tot Commandeur in de Orde van het Britse Rijk (CBE).

## Discografie
- Three Baroque Tenors Aria's voor Beard, Borosini en Fabri. Bernard Labadie (EMI Classics 2010)
- Adès: The Tempest met Thomas Adès (EMI Classics, 2009)
- Schubert: Schwanengesang met Antonio Pappano (EMI Classics, 2009)
- Schubert: The Wanderer: Lieder and Fragments met Leif Ove Andsnes (EMI Classics, 2008)
- Great Handel with Harry Bickett (EMI Classics, 2007)
- Schubert: Lieder and Sonata met Leif Ove Andsnes (EMI Classics, 2007)
- Wolf: Lieder met Antonio Pappano (EMI Classics, 2006)
- Britten: Les Illuminations, Serenade, Nocturne met Simon Rattle (EMI Classics, 2005)
- Schubert: 25 Lieder met Julius Drake (EMI Classics, 2005)
- Wagner: Tristan und Isolde met Antonio Pappano (EMI Classics, 2005)
- Schubert: die Schöne Müllerin met Mitsuko Uchida (EMI Classics, 2005)
- Schubert: Lieder and Sonata No.21 met Leif Ove Andsnes (EMI Classics, 2005)
- Schubert: Winterreise met Leif Ove Andsnes (EMI Classics, 2004)
- Monteverdi: Orfeo with Emmanuelle Haïm (Virgin Classics, 2004)
- Purcell: Dido and Aeneas met Emmanuelle Haïm (Virgin Classics, 2003)
- Vaughan Williams: On Wenlock Edge met Bernard Haitink (EMI Classics, 2003)
- Schubert: Lieder and Sonata D850 with met Leif Ove Andsnes (EMI Classics, 2003)
- Mozart: Idomeneo met Charles Mackerras (EMI Classics, 2002)
- Britten: Canticles & Folksongs met Julius Drake (Virgin Classics, 2002)
- Britten: Turn of the Screw met Daniel Harding (Virgin Classics, 2002)
- The Songs of Robert Schumann, Vol.7 met Dorothea Röschmann en Graham Johnson (Hyperion, 2002)
- The Noël Coward Songbook met Jeffrey Tate (EMI Classics, 2002)
- Schubert: Lieder volume II met Julius Drake (EMI Classics, 2001)
- Henze: Songs met Julius Drake (EMI Classics, 2001)
- Bach: Cantatas and Arias met Fabio Biondi (Virgin Classics, 2000)
- Handel: L'allegro, il penseroso ed il moderato met John Nelson (Virgin Classics, 2000)
- The English Songbook met Julius Drake (EMI Classics, 1999)
- Stravinsky: The Rake's Progress with John Eliot Gardiner (Deutsche Grammophon, 1999)
- Schumann: Liederkreis & Dichterliebe etc. met Julius Drake (EMI Classics, 1998)
- Schubert: Lieder volume I met Julius Drake (EMI Classics, 1998)
- Schubert: Die schöne Müllerin (Schubert Edition, Vol. 25) met Graham Johnson en Dietrich Fischer-Dieskau (Hyperion, 1996)
- Britten: The Red Cockatoo & Other Songs met Graham Johnson (Hyperion, 1995)
- Nyman: Noises, Sounds & Sweet Airs met Dominique Debart (Argo, 1995)
- Bach: Matthäus-Passion (Evangelist) met Philippe Herreweghe (Harmonia Mundi, 1999)

## Publicatie
- Ian Bostridge, Schubert's Winter Journey, Anatomy of an Obsession, Faber & Faber, London, 2014, ISBN 978-0571282814
  - Ian Bostridge, Schuberts Winterreise, Een meesterwerk ontleed, vert. Frits van der Waa, Hollands Diep, Amstelveen, 2015, ISBN 978-90-488-27411

- Bibliothèque nationale de France: cb131858197 (data)
- CiNii: DA11263974
- Gemeinsame Normdatei: 124336337
- International Standard Name Identifier: 0000 0001 1075 076X
- Library of Congress Control Number: no95002534
- Nationale Bibliotheek van Letland: 000100910
- MusicBrainz: 0165da55-50fe-4a50-9a85-339af82007bd
- Bibliotheek van het Japanse parlement: 01218194
- Nationale Bibliotheek van Tsjechië: xx0031990
- Nationale Bibliotheek van Israël: 987007258920305171
- Nederlandse Thesaurus van Auteursnamen: 167650807
- SNAC: w6qn6tbk
- Système universitaire de documentation: 082976961
- Virtual International Authority File: 85497070
- WorldCat: E39PBJxMrcJpcRtXFXM7PyvPwC